# Хиллер, Йонас
Йо́нас Хи́ллер (нем. Jonas Hiller; род. 12 февраля 1982, Вольхузен, Люцерн) — швейцарский хоккеист, играл на позиции вратаря. Воспитанник клуба «Херизау».
В составе сборной Швейцарии участвовал в Олимпийских играх 2010, 2014 и 2018 годов, а также в нескольких чемпионатах мира. Однако в чемпионате мира 2013 года, на котором швейцарцы выиграли серебро, Йонас участия не принимал. Один из наиболее успешных швейцарских голкиперов в истории НХЛ.
16 марта 2020 года объявил о завершении спортивной карьеры.

## Достижения
- Чемпион Швейцарии: 2005, 2007
- Обладатель Кубка Шпенглера: 2006
- Участник матча всех звёзд НХЛ: 2011